# Charmaine Lucock
Charmaine Lucock (ur. 8 kwietnia 1987 w Southport) – australiska lekkoatletka specjalizująca się w skoku o tyczce.
Jej największym osiągnięciem jest brązowy medal mistrzostw świata juniorów młodszych (Sherbrooke 2003). W 2007 zakwalifikowała się do finałowego konkursu skoku o tyczce podczas Uniwersjady w Bangkoku, jednak w finale nie zaliczyła żadnej wysokości. Medalistka mistrzostw kraju w kategorii juniorów, w kategorii seniorskiej zajęła 4. miejsce w 2005 (ex aequo z Alaną Boyd), jednak przypadł jej brązowy medal mistrzostw Australii ponieważ pierwsze miejsce w konkursie zajęła Nowozelandka Melina Hamilton. Największy seniorski sukces odniosła w 2011, kiedy to zdobyła złoty medal mistrzostw Australii.

## Rekordy życiowe
- skok o tyczce – 4,20 (2007 & 2011)